# Pic de la Canau
Le pic de la Canau (en espagnol punta del Puerto Viejo) est un sommet des Pyrénées, situé sur la frontière franco-espagnole entre les Hautes-Pyrénées, en région Occitanie, et la province de Huesca dans la communauté d'Aragon, qui culmine à 2 766 ou 2 767 mètres d'altitude dans le massif de la Munia.

## Toponymie
En occitan, canau qui vient de canaou signifie « couloir raide, passage étroit ».

## Géographie
Il est situé entre le département des Hautes-Pyrénées en pays Toy en partie sud de la vallée d'Estaubé sur la commune de Gavarnie-Gèdre et la vallée de Bielsa en Espagne.
Le pic n'est pas situé dans la vallée de la Canau située sur la même commune plus à l'ouest.

### Topographie
Il est situé au nord du pic Blanc d'Estaubé, au sud du port Bieil, à l'extremité est du cirque d'Estaubé.

### Hydrographie
Le sommet délimite la ligne de partage des eaux entre le bassin de la Garonne côté nord, qui se déverse dans l'Atlantique, et le bassin de l'Èbre, qui coule vers la Méditerranée côté sud.

## Voies d'accès
Côté français, au départ de Gèdre et Héas, par le barrage des Gloriettes au fond du cirque d'Estaubé, à la cabane d'Estaubé prendre le sentier vers la cascade du Pla d'Ailhet. Côté espagnol via le GR 11 depuis le refuge de la Larri. 

## Protection environnementale
Le pic est situé dans le parc national des Pyrénées et fait partie d'une zone naturelle protégée, classée ZNIEFF de type 1 : « cirques d'Estaubé, de Gavarnie et de Troumouse » et de type 2 : « haute vallée du gave de Pau : vallées de Gèdre et Gavarnie ».